# Agénor fils d'Anténor
Pour les articles homonymes, voir Agénor.
Dans la mythologie grecque, Agénor (en grec ancien Ἀγήνωρ / Agếnôr) est le fils d'Anténor et de Théano.
Dans l’Iliade, Agénor se distingue en tuant Éléphénor, roi des Abantes et le béotien Clonios. Il soigne dans la mêlée le prince Hélénos, et secourt Hector, inanimé après avoir reçu une pierre lancée par Ajax. Sa plus grande gloire reste son affrontement avec Achille alors que l'armée troyenne est en déroute. Poussé par Apollon, Agénor frappa Achille de sa lance sous le genou. Mais l'armure du héros grec, présent du dieu Héphaïstos, repousse le coup. Apollon transporte alors Agénor dans Troie et prend son apparence pour éloigner Achille du combat. Lorsqu'Achille se rend compte du subterfuge, les troupes troyennes ont eu le temps de se mettre à l'abri derrière leurs remparts.
L’Iliade lui prête en outre un fils, Échéclos, tué par Achille.
Dans les récits qui suivent l’Iliade, Agénor prend la défense de la ville alors que les Grecs y ont pénétré grâce au cheval de Troie. Il blesse à la main le héros Lycomède mais périt sous les coups du fils d'Achille, Néoptolème.